# Ergonómia
Az ergonómia az ember-gép-munkakörnyezet kapcsolatát vizsgáló tudományág. Az ergonómia a görög ergon = ’munka’ (görögül: ἔργον), valamint a nomos = ’tan, törvény’ (görögül: νόμος) szavakból alkotott szóösszetétel. Célja a szűkebb és tágabb munkakörnyezet, a gépek, munkaeszközök emberhez igazítása, az emberi adottságoknak lehető legjobban megfelelő munkaeszközök és munkakörnyezet kialakítása.  Egyszerűen így lehetne definiálni az ergonómiát: A munkakörnyezetnek kell illeszkedni a személyhez, nem pedig a személynek a munkakörnyezetéhez. Az ergonómia legfontosabb ágai: a termék-, a munkafolyamat- és a szoftver-ergonómia.

## Az ergonómia ágai

### Termékergonómia
A termékergonómia a termékekben (berendezés, gép, munkaeszköz) érvényesülő ergonómiai szemléletet jelenti, amely növeli a használhatóságot, a kezelhetőséget, az egyszerűbb működést és karbantartást. Az ergonómiai követelmények érvényesítése megjelenik a tárgy méreteinek, alakjának, kialakításában, a súlyban, a jelző és kezelőelemek elhelyezésében, az anyag megválasztásában stb. Fontos, hogy a tárgy működésmódja ne legyen kényelmetlen, fárasztó, ne jelentsen megerőltetést a használóra vagy annak környezetére.

### Munkafolyamat-ergonómia
A munkavégzés-ergonómia foglalkozik a munkahely, a munkaeszközök, a munkakörnyezet kialakításával, a munkavégzés során fellépő terhelő hatások meghatározásával, értékelésével, csökkentésének módjaival. A feladatok megoldása a fizikai munkát végző embereknél elsősorban a terhelés mérséklésére, munkájuk hatékonyságának növelésére, a munkahelyi balesetek kockázatának csökkentésére irányul.

### Szoftver-ergonómia
A szoftver-ergonómia funkciója az információközlés módjának, illetve tartalmának kialakítása annak érdekében, hogy az ember és a számítógép közötti párbeszéd a felhasználó igényeihez igazodjon. A szoftver-ergonómia alkalmazásával csökkenthető a pszichés terhelés, megteremthetők a kevésbé fárasztó folyamatos munka feltételei, növelhető a felhasználók munkájának hatékonysága.

## Ergonómiai vizsgálatok, módszerek
Az ergonómiai értékelő módszer lényege, hogy a munkavégzéssel kapcsolatos, élettani hatásokat befolyásoló körülményeket objektíven kvantifikálja. Alapvetően a dolgozó testhelyzete, az erőkifejtés mértéke, az erőkifejtés időtartama és gyakorisága határozza meg a fizikai igénybevétel mértékét. Egy munkaállomás ergonómiai értékelésénél vizsgálni kell a munkahely szempontjából a környezeti, fizikai tényezőket, illetve a dolgozó adottságait.

### Ismertebb ergonómiai értékelő módszerek[3]
- Ergonómiai Ellenőrző Pontok 2.0 ILO (International Labour Organization)
- REBA (Rapid Entire Body Assessment)
- RULA (Rapid Upper Limb Assessment)
- MAC (Manual Handling Assessment Charts)
- JSI (Job Strain Index)
- OWAS (Ovako Working posture Assessment System)
- CERA Összetett ergonómiai kockázatbecslés
- EAWS Ergonómiai Értékelő Munkalap

## Virtuális ergonómiai elemző rendszerek
Az ipar fejlődése megkövetelte a gyorsabb, pontosabb ergonómiai vizsgálatokat. A hagyományos papír-ceruza módszerekkel a munkahelyeket a kiértékelés után kell átalakítani, javítani. A 20. század második felében azonban megjelentek az első digitális embermodellek amelyek segítségével már a tervezési fázisban, proaktív módon lehetett korrigálni a munkahelyek, termékek kialakításán
A digitális ergonómiai szoftverekbe implementálva vannak a hagyományos kiértékelő módszerek így még a gyártási szakasz előtt szimulálni lehet, hogy az elvégzendő feladat során milyen kritikus testtartások jelentkezhetnek. A hagyományos vizsgálatokon túl lehetőség van elérhetőség-, láthatósági-, testerő-, és kognitív terhelési vizsgálatot végezni. 

### Ismertebb ergonómiai verifikációs szoftverek
- Anthropos
- Sammie
- ViveLab
- Jack